# Basuki Tjahaja Purnama

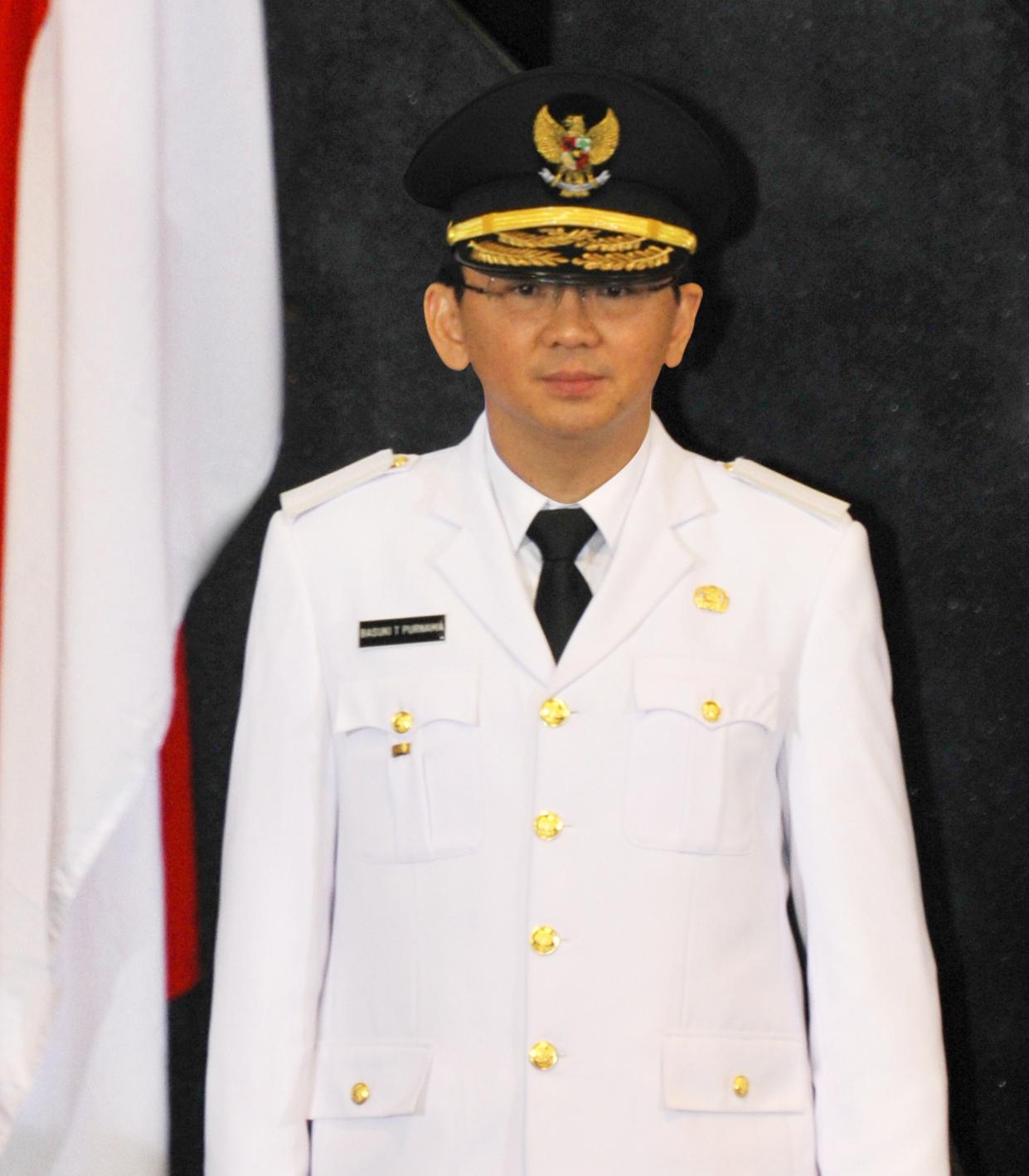
Basuki Tjahaja Purnama

Basuki Tjahaja Purnama (* 29. Juni 1966; chinesisch 鐘萬學 / 钟万学, Pinyin Zhōng Wànxué) ist ein chinesischstämmiger indonesischer Politiker. Er ist oft lediglich unter seinem hakka-chinesischen Spitznamen Ahok bekannt. Von 2014 bis 2017 war er Gouverneur des Distrikts Jakarta. Basuki war erst der zweite christliche Gouverneur.

## Leben
Basuki besitzt einen Abschluss in Geologie und einen in Master of Business Administration in Finanzen. 2005 betrat er die Politik und wurde zum Regent von Ost-Belitung gewählt. Schnell machte er sich einen Ruf in der Korruptionsbekämpfung. 2009 wurde er ins indonesische Unterhaus (DPR) gewählt. 2014 war er Joko Widodos running mate für das Amt des Gouverneurs von Jakarta. Nachdem Widodo zum Präsidenten gewählt worden war, übernahm er als vormaliger Vizegouverneur sein Amt.
Am 15. Februar 2017 gewann Basuki die erste Runde der Wahlen für das Amt des Gouverneurs von Jakarta mit 43 % der Stimmen. Am 19. April 2017 verlor er in der Stichwahl gegen den ehemaligen indonesischen Bildungsminister Anies Baswedan.

### Blasphemie-Prozess
Basuki wurde vorgeworfen, er habe sich im Wahlkampf abfällig über den Koran geäußert. Das Gerücht verbreitete sich schnell in der islamischen Bevölkerung Indonesiens und löste einen Aufruhr aus. Basuki sagte, er habe lediglich die missbräuchliche Verwendung von Koranversen durch seine politischen Gegner kritisiert. Eine mehrfach bearbeitete Videosequenz der Rede Basukis wurde im Internet massenhaft verbreitet. In dieser Sequenz sagte Basuki unter anderem, die Wähler sollten sich nicht von der 5. Koransure (Al-Māʾidam) leiten lassen, welche Muslime davor warnt, mit Christen oder Juden befreundet zu sein. Zudem kritisierte er unter anderem Muhammad Rizieq Shihab, den Gründer der radikal-islamischen indonesischen Organisation Front Pembela Islam; diese wolle die Wahl eines Christen verhindern. Im November und Dezember 2016 gab es als muslimisches „Massengebet“ deklarierte Proteste mit hunderttausenden Teilnehmern gegen Basuki. Es wurde behauptet, Basuki habe den Koran beleidigt. Im Dezember 2016 wurde offiziell ein Blasphemie-Prozess gegen Basuki eröffnet.
Der Blasphemie-Prozess wurde am 9. Mai 2017 durch den Vorsitzenden Richter Dwiarso Budi Santiarto am South Jakarta District Court geführt. Er verurteilte Basuki zu zwei Jahren Haft, gemäß dem Blasphemie-Gesetz, Artikel 156a. Die Staatsanwaltschaft hatte zuvor lediglich eine Bewährungsstrafe gefordert. Unmittelbar nach der Verhandlung wurde Basuki in die Haftanstalt Cipinang gebracht. Andreas Harsono, der seit 2008 für Human Rights Watch in Indonesien tätig ist, bezeichnete den Ausgang der Verhandlungen als „einen traurigen Tag für Indonesien“. Am 24. Januar 2019 wurde Basuki wegen guter Führung vorzeitig aus der Haft entlassen.

## Sonstiges
Präsident Widodo wies vor dem Gerichtsurteil auf das Wesen der indonesischen Toleranz hin. Seine Regierung sucht den Dialog mit den politischen Gegnern, scheut sich aber nicht mehr länger, gegen radikale Gruppierungen vorzugehen. Einen Tag vor der Urteilsverkündung hatte der zuständige Minister angekündigt, die radikale Organisation Hizb ut-Tahrir zu verbieten. Sie war an den Märschen gegen den Gouverneur mitbeteiligt.